# Frankrikes departementshuvudstäder
En prefektur, franska préfecture, eller departementshuvudort är i Frankrike huvudorten i ett departement. Ett departement motsvarar ungefär ett län i Sverige eller ett landskap i Finland.  Det finns omkring 100 departementshuvudstäder.
I varje sådan stad finns dessutom ett styrande organ som också kallas préfecture och i varje sådan myndighet en huvudansvarig tjänsteman, kommissarien, som kallas préfet. Även de byggnader där dessa myndigheter verkar kallas för préfecture. Frankrikes préfecture lyder under inrikesministeriet och sköter handläggandet av identitetskort, körkort, pass, uppehålls- och arbetstillstånd för utlänningar, bilregister, företagsregister och administrationen av polisväsende och brandkår. 
En préfet kan kungöra arrêtes, det vill säga juridiska dokument som reglerar sådant som avstängningen av farliga byggnader och trafiksäkerhet (hastigshetsbegränsningar, tillåtelse för vägarbeten, m.m.). En préfet arbetar mot en folkvald församling, Conseil Général, som ansvarar för byggandet och underhållet av skolor och vägar, ekonomiskt stöd till handikappade och pensionärer och den ekonomiska utvecklingen. 
Undantaget från detta administrativa system är Paris och dess tre omgivande departement som styrs av en enda préfecture kallad Préfecture de Police (PP). Fram till 1977 var Paris styrt enligt de förordningar som gällt sedan Pariskommunen 1871. Staden saknade borgmästare och lydde direkt under denna myndighet vars representant hade befogenhet att utlysa undantagstillstånd i Paris.
För komplett lista över departementen och deras huvudstäder, se Frankrikes departement.